# Villa Soriano
Villa Soriano je grad u departmanu Soriano u Urugvaju. Grad je poznat i po imenu Santo Domingo de Soriano. Dobila je status "vile" (tj. grada) prije neovisnosti Urugvaja. Prema popisu u Villi Soriano živi 1,124 stanovnika. 

## Geografski položaj
Grad je smješten na južnoj obali rijeke Río Negro, 10 kilometara prije ušća u Río Urugvaj. 

## Povijest
Godine 1624. franjevačka misija osnovala je selo za starosjedilačka plemena na području Santo Domingo de Soriano. Ono je bilo prvo trajno europsko naselje na urugvajskom tlu, koje je prethodilo osnivanju Colonije del Sacramento, koje se dogodilo nakon 50 godina. Kao naseljeno mjesto, Villa Soriano je postalo 1708. godine.    

## Znamenitosti
- Rimokatolička kapela sv. Dominika
- Gradsko groblje

## Vanjske poveznice
- Službena stranica Villa Soriano